# Coamo Agroindustrial Cooperativa
Coamo (Coamo Agroindustrial Cooperativa de Campo Mourão) é uma cooperativa agro-industrial brasileira, considerada a maior cooperativa da América Latina, com sede em Campo Mourão, no estado do Paraná.

## História

### Inicio
A Coamo Agroindustrial Cooperativa surgiu em 1970, através de um grupo de 79 produtores em  Campo Mourão - COAMO. Chefiados por José Aroldo Gallassini, engenheiro agrônomo recém-formado e funcionário da Emater (na época Acarpa), os agricultores tiveram acesso à novas tecnologias e puderam produzir mais.
Em 2014, a empresa foi premiada pelo Valor Econômico, como uma das empresas de melhor desempenho do setor de agropecuária.